# Волошко Григорій Семенович
Григорій Семенович Волошко (1915 рік, Тарасівка — 27 березня 1944 року, Миколаїв) — Герой Радянського Союзу, помічник начальника штабу 384-го окремого батальйону морської піхоти Одеської військово-морської бази Чорноморського флоту, лейтенант.

## Біографія
Григорій Семенович народився в 1915 році в селі Тарасівка Таврійської губернії в сім'ї службовця. Українець. З шести років жив із сім'єю в Бердянську, закінчив Донецьке гірничо-технічне училище в 1935 році. Після здобуття вищої освіти в інституті інженерів водного транспорту працював інженером-гідротехніком на будівництві Свірської гідроелектростанції № 2.
У 1938 році був призваний до лав Червоної Армії, служив у ВМФ. Після закінчення трьох курсів Військово-інженерної академії імені В. В. Куйбишева і курсів перепідготовки начскладу був призначений командиром стрілецької роти 143-го окремого батальйону морської піхоти Чорноморського Флоту.
У квітні 1943 року Г. С. Волошко переведений на посаду командира стрілецької роти 384-го окремого батальйону морської піхоти Чорноморського Флоту, в лютому 1944 року він був призначений помічником начальника штабу батальйону. У складі батальйону брав участь у десантних операціях зі звільнення Таганрога, Маріуполя та Осипенко, за мужність і відвагу в яких був нагороджений медалями «За бойові заслуги» та «За відвагу».
Брав участь також у боях на Кінбурнській косі, звільнення селищ Херсонської області Олександрівка, Богоявленське (нині Жовтневий) і Широка Балка.
У другій половині березня 1944 року увійшов до складу десантної групи під командуванням старшого лейтенанта Костянтина Федоровича Ольшанського. Завданням десанту було полегшення фронтального удару радянських військ під час визволення міста Миколаєва, що був частиною Одеської операції. Після висадки в морському порту Миколаєва загін протягом двох діб відбив 18 атак противника, знищивши близько 700 гітлерівців. У цих боях героїчно загинули майже всі десантники, в тому числі і лейтенант Волошко.
Указом Президії Верховної Ради СРСР від 20 квітня 1945 року за зразкове виконання бойових завдань командування на фронті боротьби з німецькими загарбниками і виявлені при цьому відвагу і геройство лейтенанту Волошку Григорію Семеновичу було присвоєно звання Героя Радянського Союзу (посмертно)[2].

## Нагороди
- Золота Зірка Героя Радянського Союзу (посмертно);
- орден Леніна;
- медаль «За бойові заслуги»;
- медаль «За відвагу».

## Пам'ять
- Похований у братській могилі в місті Миколаєві (Україна) у сквері 68-ми десантників.
- Там же на честь Героїв відкрито Народний музей бойової слави моряків-десантників, споруджений пам'ятник.